# بيت العصرى (بني حشيش)

تعديل مصدري - تعديل

بيت العصرى هي إحدى قرى عزلة ذى مرمر بمديرية بني حشيش التابعة لمحافظة صنعاء، بلغ تعداد سكانها 500 نسمة حسب تعداد اليمن لعام 2004.